# Tomos de autocefalia de la Iglesia de Grecia

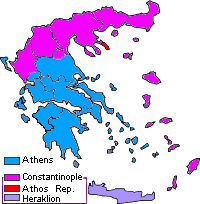
Jurisdicciones religiosas de la Iglesia ortodoxa de Grecia (en azul) en la actual Grecia.

El tomos patriarcal y sinodal del 29 de junio de 1850 (griego: Πατριαρχικός και Συνοδικός Tόμoς της κθ΄ Ioυνίoυ 1850 ) es un tomos (decreto) oficial del Patriarcado Ecuménico de Constantinopla que otorgó la autocefalia de iure a la Iglesia ortodoxa de Grecia, entonces autocéfala de facto. Fue publicado por el patriarca ortodoxo Ántimo IV de Constantinopla, y sigue cronológicamente a la denominada Primavera de los Pueblos.

## Historia

### Declaración de autocefalia por parte de Grecia
La decisión de crear un Reino de Grecia independiente de las tres grandes potencias del momento (el Imperio británico, el Imperio ruso y el Reino de Francia), concretada en el Tratado de Constantinopla (1832), planteó un dilema a la sociedad patriarcal y religiosa griega: si existe una Iglesia de Grecia independiente o el Estado independiente extiende la jurisdicción eclesiástica del Patriarcado Ecuménico de Constantinopla.
El gobierno declaró autocéfala a la Iglesia de Grecia en 1833, en una decisión política del regentes bávaros que actuaban en nombre del rey Otón, que era menor de edad. Esta decisión perturbó la política griega durante décadas, ya que las autoridades reales asumieron un control cada vez mayor.

### Firma deltomos
Finalmente, el Patriarcado Ecuménico de Constantinopla se decidió por un compromiso que ratificaba la nueva realidad: el Patriarcado Ecuménico aceptó conceder la autocefalia a la Iglesia de Grecia mediante un tomos fechado el 29 de junio de 1850.

### Consecuencias
La decisión del Patriarcado Ecuménico de conceder la autocefalia a la Iglesia de Grecia marcó un punto de inflexión en las relaciones entre el Reino de Grecia y los griegos, por una parte, y el Imperio otomano y los fanariotas, por otra. En segundo plano, afectó directamente a las relaciones búlgaro-griegas, separando definitivamente a los dos pueblos en el ámbito histórico, y catalizó el denominado despertar nacional búlgaro y la lucha por la independencia de la Iglesia búlgara, conduciendo finalmente al cisma búlgaro, tras el cual se condenó el etnofiletismo del que se acusaba a los búlgaros.
El Monte Athos, Creta, Macedonia, Tracia y las islas orientales del Egeo permanecieron bajo el Patriarcado Ecuménico.
De acuerdo con la ley griega del 9 de julio de 1852, este tomos fue consagrado en la legislación griega siguiendo el ejemplo de los estados protestantes, donde el jefe del Estado es oficialmente un pastor espiritual.